# 莫萊納 (喬治亞州)
莫萊納（英語：Molena）是一個位於美國喬治亞州派克縣的城市。

## 地理
莫萊納的座標為33°00′35″N 84°34′08″W / 33.00972°N 84.56889°W，而該地的平均海拔高度為234米（即768英尺）。

## 人口
根據2010年美國人口普查的數據，莫萊納的面積為4.50平方千米，當中陸地面積為4.50平方千米，而水域面積為0.00平方千米。當地共有人口368人，而人口密度為每平方千米81.78人。